# William Molson
Pour les articles homonymes, voir Molson (homonymie).
 (mai 2021).
Si vous disposez d'ouvrages ou d'articles de référence ou si vous connaissez des sites web de qualité traitant du thème abordé ici, merci de compléter l'article en donnant les références utiles à sa vérifiabilité et en les liant à la section « Notes et références ».
William Molson (Montréal, 5 novembre 1793 - 18 février 1875), fils de John Molson, est un homme d'affaires, banquier et brasseur canadien. 
Il travaille avec son père dans la brasserie et s'intéresse aux techniques de production de la bière. Ces connaissances lui sont utiles dans les autres entreprises de la famille, notamment le monde bancaire.
En 1855, il devient le premier président de la toute nouvelle Banque Molson. De plus, il est conseiller municipal (à Montréal) pendant quelques années. 
William Molson meurt le 18 février 1875.